# Ален III (герцог Бретані)
Ален III (*Alain III dit Rebrit бл. 997 — 1 жовтня 1040) — герцог Бретані у 1008—1040 роках.

## Життєпис

### Регентство
Походив з династії Ренна. Син Жоффруа I, герцога Бретані, та гавізи Нормандської. Народився близько 997 року. У 1008 році помер його батько, після чого Ален стає новим герцогом. Втім, з огляду на малолітство регентшею призначено Гавізу Нормандську. Її урядування тривало до 1012 року. При цьому Бретань опинилася під значним впливом Річарда II, герцога Нормандії. До регентської ради також входили Готьє II, єпископ Нанта, Юдикаель, граф Ванна, Юнген, архієпископ Доля. 1014 року було відбито напад норманів на чолі з Олафом.
Фактична зверхність Нормандії тривала й після повноліття бретонського герцога. Річард II поставив своїх прихильників у найбагатші та найвпливовіші абатства. У 1018 році Ален III оженився на доньці графа Блуа. Засилля могутніх графів та нормандців спричинило масове невдоволення: тривалий час вирували селянські та шляхетські бунти. У 1020 році Бретань втратила землі до річки Ковеснон на користь Нормандії. Лише 1024—1025 роках вдалося навести лад.

### Самостійне правління
У 1026 році після смерті Річарда II почалася боротьба між його синами Річардом III і Робертом за Нормандію, чим скористався Ален III для здобуття незалежності. Для зміцнення своєї влади Ален III спирався на заможні роди Бретані. 1027 році приєднався до коаліції Генріха I, короля Франції, та Едом II, графом Блуа, проти Фулька III, графа Анжу.
1031 році підтримав Готьє II, єпископа Нанта, проти свого родича Будика, графа Нанта. 1033 року герцог Бретані змусив останнього визнати свою зверхність, відмовившись від підтримки графа Анжу.
1032 року почалася війна з Робертом I, що став новим герцогом Нормандії. Вона полягала у здійснені рейдів на територію супротивника. Нормандці спустошили околиці Доля, а Ален III сплюндрував землі навколо Авранша. За посередництва Роберта, архієпископа Руана, в Мон-Сент-Мішель 1033 року було укладено мирну угоду між Нормандією та Бретанню, за якою Роберт I відмовився від зазіхань на графство Ренн, а Ален III приніс тому оммаж.
1034 року стає одним з опікунів Вільгельма, сина Роберта I Нормандського, який здійснив прощу до Єрусалима.
Надав допомогу Герберту I, графу Мена, проти місцевого єпископа. У 1037 році після смерті Роберта, архієпископа Руана, стає одним з опікунів Вільгельма, герцога Нормандії. Після цього почалася боротьба з бунтівними нормандськими баронами. 1040 року Ален III помер під час облоги замку Вімутері. Владу успадкував його син Конан.

## Родина
Дружина — Берта, донька Еда II, графа Блуа.
Діти:
- Конон (1030—1066), герцог Бретані у 1040—1066 роках
- Гавіза (1027—1072), дружина Гоеля, графа Корнуай

бастард:
- Жоффруа Гренонат (д/н—1084), граф Ренна у 1066—1084 роках